# Garmin G1000

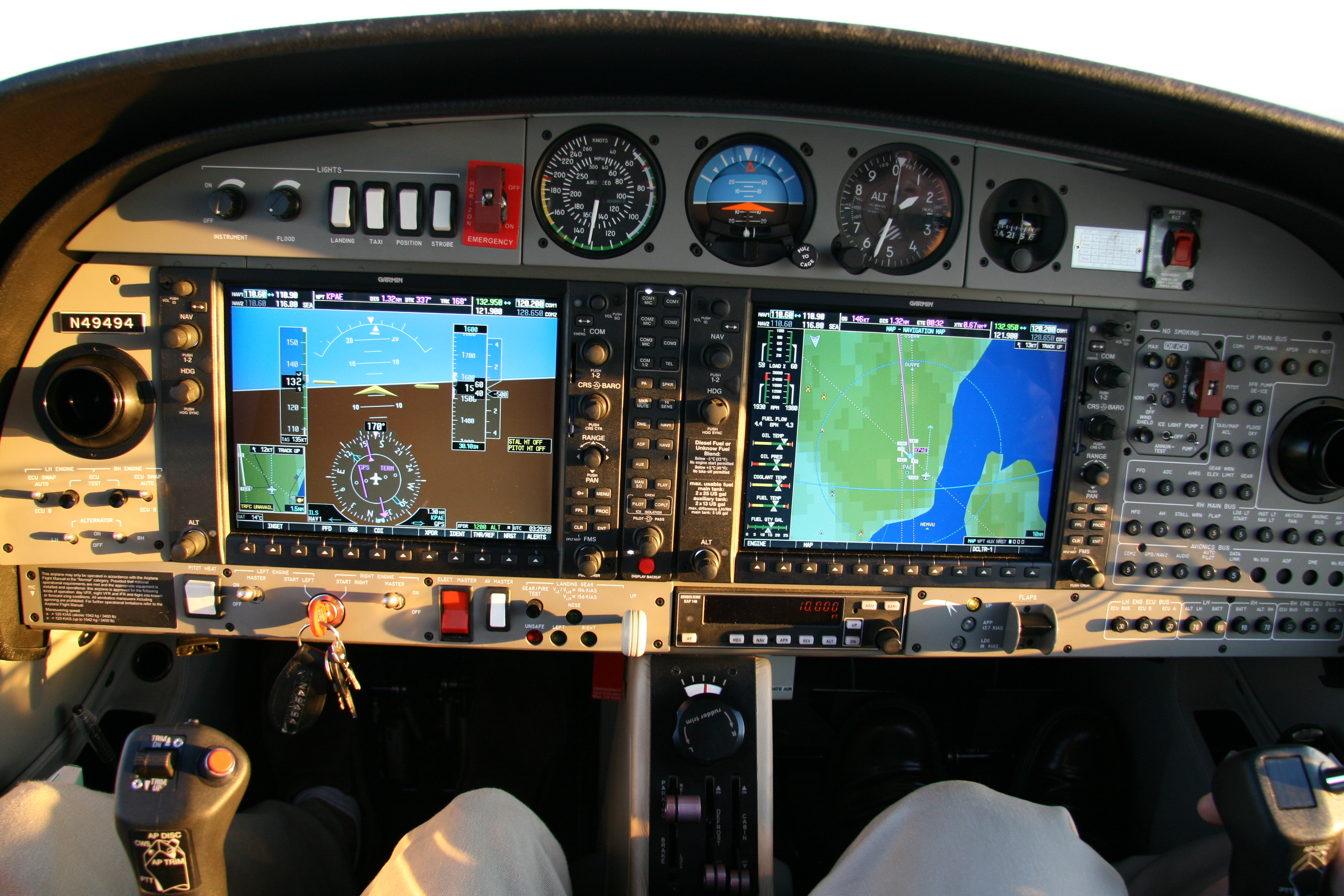
Garmin G1000 in einer Diamond DA42. Linker Bildschirm: Primary Flight Display, rechts das Multifunction-Display.

Das Garmin G1000 ist ein integriertes Avioniksystem („Glascockpit“) der Firma Garmin für Flugzeuge der Allgemeinen Luftfahrt. Das Garmin G1000 ersetzt die konventionelle Instrumentierung, die in Teilen (Künstlicher Horizont, Höhenmesser, Fahrtmesser, Magnetkompass) noch als Notfallausrüstung vorhanden ist. Eine etwas abgespeckte Version wird als Garmin G500 vertrieben. Dies eignet sich vor allem als Nachrüstsatz für ältere Flugzeuge.

## Komponenten
Das G1000 besteht aus der Avionik sowie mindestens zwei Anzeigeeinheiten. Eine, das Primary Flight Display, dient zur Anzeige der wesentlichen Flug- und Lageparameter, die andere, genannt Multifunction-Display, stellt die Position und wichtige Daten über das Flugzeug dar. Der genaue Umfang der Komponenten richtet sich neben den Platzverhältnissen im Cockpit auch nach der Komplexität des Luftfahrzeuges, z. B. ob ein Autopilot vorhanden ist oder nicht.
Das Avioniksystem gliedert sich in verschiedene Teile:
- Primary Flight Display (PFD) und Multifunction-Display (MFD): Zwei 10 oder 12 Zoll große LCD-Flachbildschirme zur Darstellung der Flugdaten mit Eingabeelementen am Rahmen, über diese können Dateneingaben getätigt werden. In neueren Umsetzungen (vor allem in Jets) werden drei Displays eingesetzt, somit steht jedem Piloten ein Primary Flight Display zur Verfügung, das Multifunction-Display ist hier in der Mitte angebracht. Optional können 15 Zoll große MFDs eingebaut werden.
- GMA Audio Panel: Hier werden die Funkgeräte und Navigationsempfänger bedient, welche die Crew benutzt.
- Zur Vereinfachung der Eingaben für den Autopiloten steht der GMC Remote Controller zur Verfügung, mit dem GCO Remote Controller werden die Eingaben in den Flugcomputer vereinfacht. Diese beiden Elemente sind ebenfalls nur in größeren Umsetzungen des G1000 zu finden.
- GRS77 Attitude and Heading Reference System (AHRS): Dies ist eine Drehratensensorik, die dem System die Daten über die Lage im Raum (Fluglage, Richtung, Lageänderungen und Beschleunigungskräfte) liefert. Das AHRS ersetzt mechanische Kreiselplattformen.